# Апринцева Валентина Іванівна
Валентина Іванівна Апринцева (? — ?) — українська радянська діячка, секретар парткому Львівського виробничого об'єднання «Кінескоп» Львівської області. Кандидат в члени ЦК КПУ в 1976—1981 р. Член ЦК КПУ в 1981—1990 р.

## Біографія
У ранньому дитинстві залишилася без батьків і виховувалася у дитячому будинку. У 1962 році закінчила вечірню школу і вступила до Львівського політехнічного інституту.
Член КПРС з 1962 року. Освіта вища. Закінчила Львівський політехнічний інститут.
Після закінчення інституту працювала інженером на Львівському заводі кінескопів. З 1971 року — заступник секретаря партійного комітету КПУ Львівського виробничого об'єднання «Кінескоп» з організаційної роботи.
У 1970-х—1987 р. — секретар партійного комітету КПУ Львівського виробничого об'єднання «Кінескоп» Львівської області.
У 1987 — 2 жовтня 1990 року — заступник генерального директора Львівського виробничого об'єднання «Кінескоп» імені XXVI з'їзду КПРС — заступник директора Львівського заводу кінескопів. Звільнена із роботи після мітингу-протесту робітників Львівського виробничого об'єднання «Кінескоп».

## Нагороди
- ордени
- медалі